# De Pinte
De Pinte is een dorp in de Belgische provincie Oost-Vlaanderen en een deelgemeente van Nazareth-De Pinte.  De Pinte ligt ten zuidwesten van de provinciehoofstad Gent. 
De voormalige gemeente telt samen met deelgemeente Zevergem ongeveer 11.000 inwoners, die Pintenaars worden genoemd. De hoofdkern De Pinte bestaat uit 8.500 inwoners (2009). Naar het gemiddelde netto belastbaar inkomen van de inwoners is de gemeente anno 2012 de op twee na rijkste gemeente van België. De Pinte ligt tussen de rivieren de Schelde en de Leie, tussen 7,5 m en 10 m boven de zeespiegel, waarbij de Scheldevallei het laagste punt is. De Schelde stroomt door de voormalige deelgemeente Zevergem.

## Geschiedenis

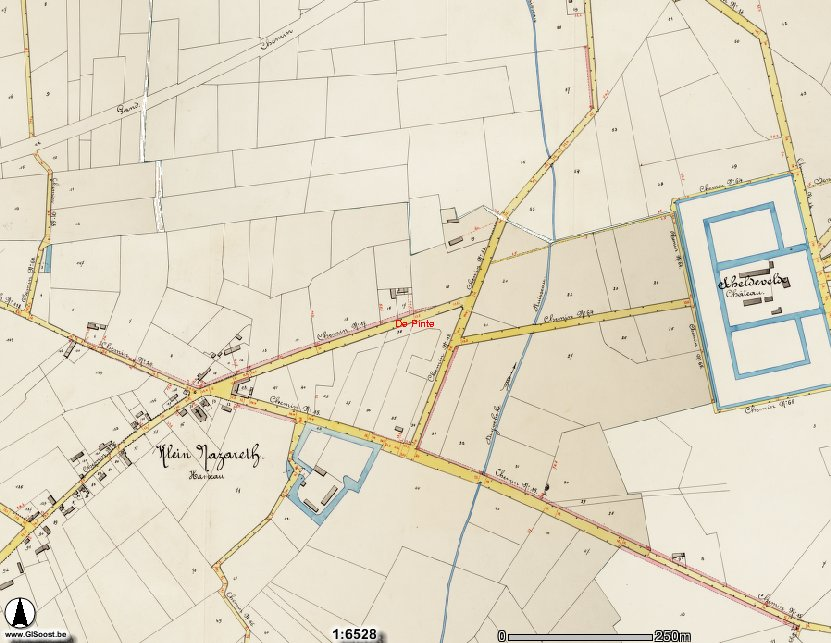
De Pinte in de Atlas van Buurtwegen in 1841. Toen nog een gehucht met de naam Klein Nazareth

Het grondgebied van de gemeente was lang een uitgestrekt heidegebied van de Gentse Sint-Pietersabdij, het Scheldeveld genoemd. Vanaf de 13de eeuw was er, ten oosten van het huidig dorpscentrum, een ontginningshoeve gevestigd, doch begon men pas vanaf de 18de eeuw met een systematische ontginning. Op de Ferrariskaart uit de jaren 1770 is de plaats weergegeven als een landelijk gebied met verspreide gehuchten en landgoederen. Op de plaats van de huidige dorpskern toont de kaart nog het gehucht Pintestraete. In 1791 was er al een eerste verzoek voor het oprichten van een hulpkerk. De bouw werd gestart, maar werd door de Franse bezetting al gauw stopgezet.
Bij de creatie van de gemeenten op het eind van het ancien régime behoorde het gebied tot de gemeente Nazareth. Het gehucht werd ook wel "Klein Nazareth" genoemd. Reeds in de Hollandse periode in 1829 werd een eerste verzoek tot zelfstandigheid ingediend onder de naam "Willemsdorp", maar dit ging toen niet door.
In 1838 werden nieuwe plannen voor een kerk goedgekeurd en in 1839 werd een eerste kerk ingewijd. In het midden van de 19de eeuw werd De Pinte door spoorlijnen doorsneden, namelijk spoorlijn 75 (Gent-Kortrijk) vanaf 1839 en de Spoorlijn 86 (aftakking Gent-Oudenaarde) vanaf 1857. Het station De Pinte werd geopend in 1839.
Op 2 juni 1868 werd het gehucht afgescheiden van Nazareth en werd het een zelfstandige gemeente onder de naam De Pinte.
Eind 19e eeuw komen er zich een aantal tuinbouwbedrijven vestigen, die later in de twintigste eeuw verkaveld werden.
De naam van de gemeente is afkomstig van een oude herberg, Het Pyntken, gelegen aan de huidige Pintestraat 69, die reeds op een kaart van 1662 wordt vermeld. Het Pyntken werd uitgebaat door Karel Van den Berghe.
Initieel bevatte het wapenschild van gemeente De Pinte een bierbeker ter verwijzen naar Het Pyntken.
Op 19 juni 2023 werd door de gemeenteraad van De Pinte de principiële hereniging (fusie) met Nazareth goedgekeurd. De fusie vond op 1 januari 2025 plaats. Sindsdien is De Pinte een onderdeel van de nieuwe gemeente Nazareth-De Pinte.

## Volkslied
De drang naar onafhankelijkheid van moedergemeente Nazareth en het doorlopend proces vormden de basis voor een ludiek Pints liedje in 1955 geschreven door Luc ‘Valentino’ De Ruyck op de melodie van "Maar! Die kat kom weer". Het lied "En we zijme van De Pinte " is intussen uitgegroeid tot levend Pintse erfgoed.

## Heraldiek
De kleuren van De Pinte zijn rood en wit. De vlag kan worden beschreven als
Twee hoge banen van rood en wit met op het midden het wapenschild van de gemeente.
Het wapenschild kan beschreven worden als
Keel met drie achtpuntige sterren van goud, gerangschikt in 2 en 1 en vergezeld van twaalf blokjes van zilver, vier in het schildhoofd naast elkaar, drie in het midden van het schild, 1 en 2 geplaatst en vijf in de schildvoet, zoomsgewijs geplaatst.

## Bezienswaardigheden
- Het Kasteel Scheldevelde met park en zeven dreven.
- Het Kasteel Grand Noble aan de Baron de Gieylaan
- Het Kasteel Viteux aan het Kerkplein
- De Kapel van Onze-Lieve-Vrouw van Hemelrijk, gebouwd in 1851 als dank voor het beëindigen van de cholera-epidemie van 1849.[6]
- Het Kasteel van Hemelrijk, een kasteel in de wijk Mierengoed op de grens van De Pinte en Zevergem.
- De Sint-Niklaas van Tolentijnkerk.

## Kernen
In 1977 werden de voormalige gemeenten De Pinte en Zevergem samengevoegd tot een nieuwe gemeente met de naam 'De Pinte'. De grillige zuidgrens van de fusiegemeente werd op dat moment door grenscorrecties rechtgetrokken tot aan de Schelde. Qua inwonertal is De Pinte superieur aan Zevergem, maar naar oppervlakte gemeten zijn beide deelgemeentes vrij gelijkwaardig. Algemeen wordt de Oudenaardse Steenweg (N60) als grens tussen de twee gezien. In 2025 volgde als hereniging de fusie met Nazareth.

### Deelgemeenten
|    | Naam     | Opp. (km²) | Inwoners (2022) | Inwoners per km² | NIS-code |
| -- | -------- | ---------- | --------------- | ---------------- | -------- |
| I  | De Pinte | 8,85       | 9.273           | 1.048            | 44012A   |
| II | Zevergem | 9,13       | 1.769           | 194              | 44012B   |

De gemeente De Pinte grenst aan volgende deelgemeenten:

Kaart van De Pinte

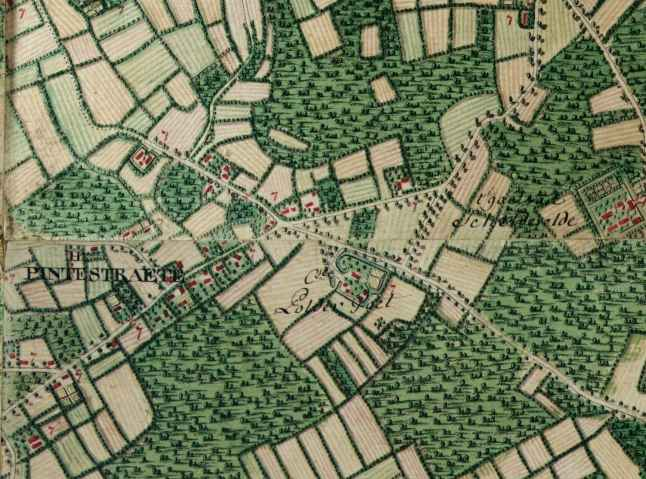
De Pinte op de Ferrariskaart uit 1771. Toen nog een wijk met de naam Pintestraete

- a. Sint-Denijs-Westrem (Gent)
- b. Zwijnaarde (Gent)
- c. Schelderode (Merelbeke)
- d. Melsen (Merelbeke)
- e. Vurste (Gavere)
- f. Eke (Nazareth)
- g. Nazareth
- h. Deurle (Sint-Martens-Latem)
- i. Sint-Martens-Latem

## Natuur en landschap
De Pinte, ooit een klein gehucht, is sterk verstedelijkt. De nabijheid van de stad Gent en de aanwezige infrastructuur (spoorlijnen en autobanen, onder meer van Gent naar Kortrijk en Oudenaarde) zijn daar debet aan.
De komst van het Parkbos, een bos- en parkgebied van 1200 ha aan de zuidkant van Gent dat voor een groot stuk op het grondgebied van De Pinte ligt, vormt een letterlijke en figuurlijke buffer tegen de verdere verstedelijking. Deze groenpool is voor de inwoners een aangename verpozing.
De bodem is zandig en maakt deel uit van het Scheldeveld, woeste gronden op de hoogte tussen Schelde en Leie. De hoogte bedraagt 8-10 meter.

## Demografie

### Demografische ontwikkeling voor de fusie
- Bron:NIS - Opm:1876 t/m 1970=volkstellingen op 31 december; 1976= inwonertal per 1 januari

### Demografische ontwikkeling van de fusiegemeente
Alle historische gegevens hebben betrekking op de huidige gemeente, inclusief deelgemeenten, zoals ontstaan na de fusie van 1 januari 1977.
- Bronnen:NIS, Opm:1831 tot en met 1981=volkstellingen; 1990 en later= inwonertal op 1 januari
- 1977: aanhechting van Zevergem en gebiedsdelen van Melsen, Schelderode en Vurste; afstand van een gebiedsdeel van Zevergem aan Merelbeke (+9,13 km² met 1656 inwoners)

| Inwoners van jaar tot jaar op 1 januari 1992 tot heden | Inwoners van jaar tot jaar op 1 januari 1992 tot heden | Inwoners van jaar tot jaar op 1 januari 1992 tot heden |
| jaar                                                   | Aantal                                                 | Evolutie: 1992=index 100                               |
| ------------------------------------------------------ | ------------------------------------------------------ | ------------------------------------------------------ |
| 1992                                                   | 9.702                                                  | 100,0                                                  |
| 1993                                                   | 9.822                                                  | 101,2                                                  |
| 1994                                                   | 9.938                                                  | 102,4                                                  |
| 1995                                                   | 10.031                                                 | 103,4                                                  |
| 1996                                                   | 10.075                                                 | 103,8                                                  |
| 1997                                                   | 10.148                                                 | 104,6                                                  |
| 1998                                                   | 10.121                                                 | 104,3                                                  |
| 1999                                                   | 10.174                                                 | 104,9                                                  |
| 2000                                                   | 10.124                                                 | 104,3                                                  |
| 2001                                                   | 10.165                                                 | 104,8                                                  |
| 2002                                                   | 10.101                                                 | 104,1                                                  |
| 2003                                                   | 10.075                                                 | 103,8                                                  |
| 2004                                                   | 10.130                                                 | 104,4                                                  |
| 2005                                                   | 10.144                                                 | 104,6                                                  |
| 2006                                                   | 10.235                                                 | 105,5                                                  |
| 2007                                                   | 10.273                                                 | 105,9                                                  |
| 2008                                                   | 10.250                                                 | 105,6                                                  |
| 2009                                                   | 10.216                                                 | 105,3                                                  |
| 2010                                                   | 10.227                                                 | 105,4                                                  |
| 2011                                                   | 10.281                                                 | 106,0                                                  |
| 2012                                                   | 10.204                                                 | 105,2                                                  |
| 2013                                                   | 10.216                                                 | 105,3                                                  |
| 2014                                                   | 10.306                                                 | 106,2                                                  |
| 2015                                                   | 10.310                                                 | 106,3                                                  |
| 2016                                                   | 10.367                                                 | 106,9                                                  |
| 2017                                                   | 10.498                                                 | 108,2                                                  |
| 2018                                                   | 10.532                                                 | 108,6                                                  |
| 2019                                                   | 10.683                                                 | 110,1                                                  |
| 2020                                                   | 10.881                                                 | 112,2                                                  |
| 2021                                                   | 10.990                                                 | 113,3                                                  |
| 2022                                                   | 11.046                                                 | 113,9                                                  |
| 2023                                                   | 11.116                                                 | 114,6                                                  |
| 2024                                                   | 11.091                                                 | 114,3                                                  |

## Politiek

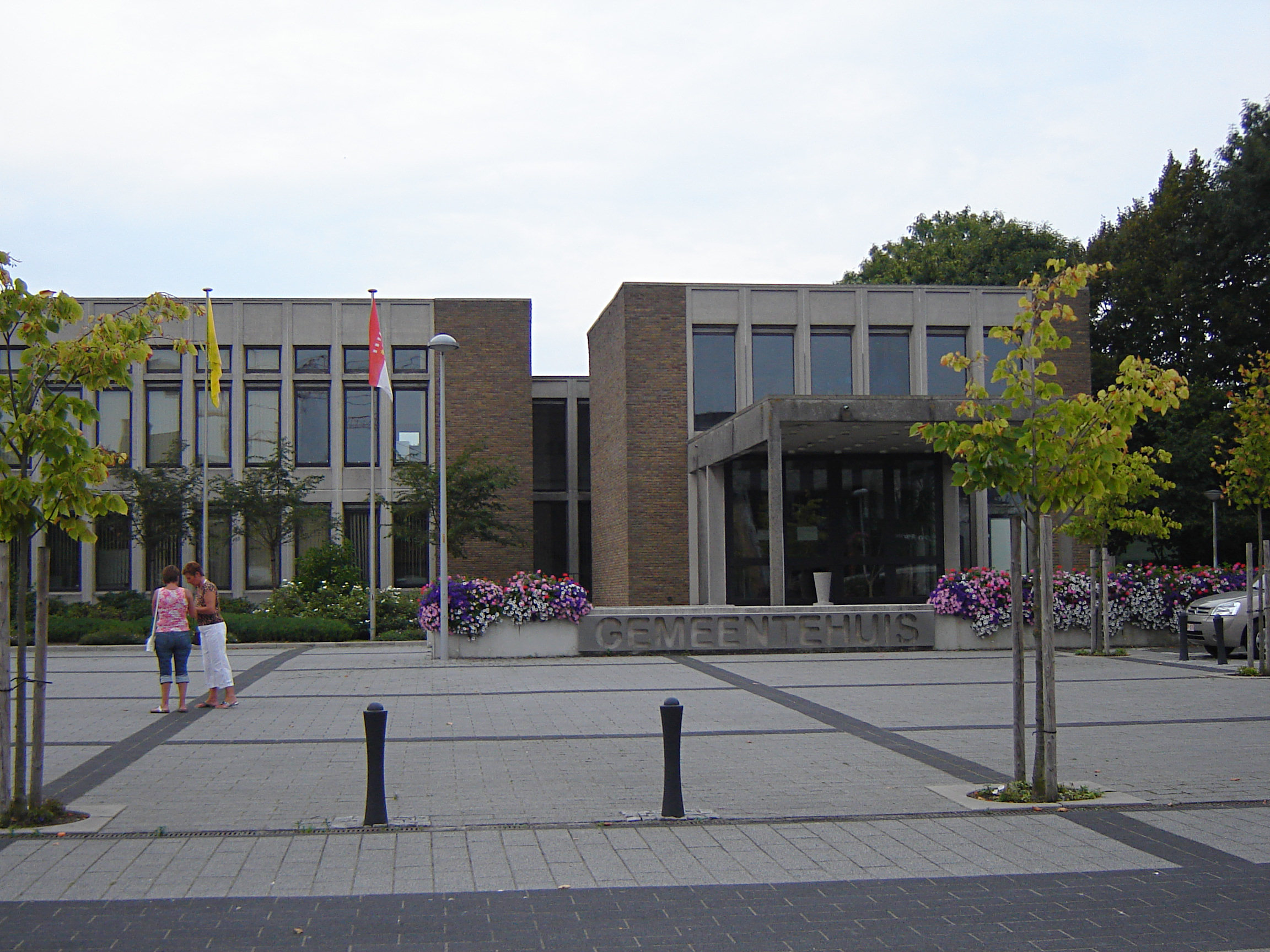
Gemeentehuis voor de verbouwing uit 2018

#### 2019-2024
Titelvoerend burgemeester van De Pinte is Vincent Van Peteghem, waarnemend burgemeester is Lieve Van Lancker. Zij leidt een college van burgemeester en schepenen die bestaat uit politici van CD&V en N-VA. Samen vormen ze de meerderheid met 13 op 21 zetels. De voltallige gemeenteraad is samengesteld met raadsleden van volgende partijen:
- CD&V (10 zetels)
- N-VA (3 zetels)
- RUIMTE, een lokale partij van onafhankelijken met mensen van sp.a en Groen (6 zetels)
- Open Vld (2 zetels)

### Burgemeesters
Zevergem:
- 1840-1890 : Baron François-Eugène de Pélichy
- 1890-1924 : Joseph de Pélichy
- 1925-1945† : Jonkheer Raoul de Hemptinne[8]
- 1945-1971 : Yvonne de Pélichy
- 1971-1976 : Frans Matthys

De Pinte:
- 1868-1885 : Serafijn Boone
- 1886-1891 : August Dhondt
- 1892-1930 : Baron Odon de Giey[9]
- 1930-1965 : Baron Henri de Giey
- 1965-1969† : Karel Anthierens[10]
- 1969-1975 : Aster Meirlaen[11]

Fusiegemeente:
- 1976-1981 : Hilde Ceyssens DPZ
- 1982-1998 : Herbert Overdenborger CVP
- 1999-2012 : Martin Van Peteghem CD&V
- 2013-2018 : Hilde Claeys RUIMTE
- 2019-2020 : Vincent Van Peteghem CD&V
- 2020-2024: Lieve Van Lancker CD&V (waarnemend burgemeester)

### Resultaten gemeenteraadsverkiezingen van 1976 tot en met 2018
| Partij               | Partij                                       | 10-10-1976 | 10-10-1976 | 10-10-1982 | 10-10-1982 | 9-10-1988 | 9-10-1988 | 9-10-1994 | 9-10-1994 | 8-10-2000 | 8-10-2000 | 8-10-2006 | 8-10-2006 | 14-10-2012 | 14-10-2012 | 14-10-2018 | 14-10-2018 |
| Stemmen / Zetels     | Stemmen / Zetels                             | %          | 17         | %          | 19         | %         | 19        | %         | 21        | %         | 21        | %         | 21        | %          | 21         | %          | 21         |
| -------------------- | -------------------------------------------- | ---------- | ---------- | ---------- | ---------- | --------- | --------- | --------- | --------- | --------- | --------- | --------- | --------- | ---------- | ---------- | ---------- | ---------- |
|                      | AGALEV1 / RUIMTEB                            | -          |            | -          |            | 5,811     | 0         | 7,681     | 1         | 7,951     | 1         | 24,26B    | 5         | 22,84B     | 5          | 29,1B      | 6          |
|                      | SP1 / RUIMTEB                                | 9,021      | 1          | 8,351      | 1          | 7,691     | 1         | 9,221     | 1         | 22,27B    | 5         | 24,26B    | 5         | 22,84B     | 5          | 29,1B      | 6          |
|                      | NDPZD / DPZ1 / DPZ-VUA / RUIMTEB             | 43,61D     | 9          | 31,641     | 7          | 21,68A    | 4         | 8,151     | 1         | 22,27B    | 5         | 24,26B    | 5         | 22,84B     | 5          | 29,1B      | 6          |
|                      | VU1 / DPZ-VUA / RUIMTEB / CD&V-N-VAC / N-VA2 | 9,421      | 1          | 9,591      | 1          | 21,68A    | 0         | -         |           | 22,27B    | 5         | 43,89C    | 0         | 19,752     | 4          | 16,92      | 3          |
|                      | NDPZD / CVP2 / CD&V-N-VAC / CD&V3            | - D        |            | 25,082     | 5          | 31,392    | 7         | 38,292    | 9         | 40,762    | 9         | 43,89C    | 10        | 37,683     | 8          | 41,33      | 10         |
|                      | PVV1 / VLD2 / Open Vld3                      | 19,31      | 3          | 22,851     | 5          | 33,431    | 7         | 36,652    | 9         | 29,022    | 6         | 24,472    | 5         | 19,733     | 4          | 12,73      | 2          |
|                      | Vlaams Belang                                | -          |            | -          |            | -         |           | -         |           | -         |           | 7,37      | 1         | -          |            | -          |            |
|                      | GEMBEL                                       | 18,651     | 3          | -          |            | -         |           | -         |           | -         |           | -         |           | -          |            | -          |            |
|                      | OKE                                          | -          |            | 2,48       | 0          | -         |           | -         |           | -         |           | -         |           | -          |            | -          |            |
| Tot. stemmen         | Tot. stemmen                                 | 4921       | 4921       | 6115       | 6115       | 6562      | 6562      | 7106      | 7106      | 7382      | 7382      | 7709      | 7709      | 7503       | 7503       | 7991       | 7991       |
| Opkomst %            | Opkomst %                                    |            |            |            |            | 96,96     | 96,96     | 95,34     | 95,34     | 94,9      | 94,9      | 97,79     | 97,79     | 97,68      | 97,68      | 97,4       | 97,4       |
| Blanco en ongeldig % | Blanco en ongeldig %                         | 2,7        | 2,7        | 2,47       | 2,47       | 2,45      | 2,45      | 3,12      | 3,12      | 2,75      | 2,75      | 2,21      | 2,21      | 2,32       | 2,32       | 2,6        | 2,6        |

De rode cijfers naast de gegevens duiden aan onder welke naam de partijen telkens bij een verkiezing opkwamen.

De zetels van de gevormde coalitie staan vetjes afgedrukt. De grootste partij is in kleur.

Voor de verkiezingsresultaten van 2024 en later zie op de gemeente Nazareth-De Pinte.

### Nationale politici
- Wilfried Aers (1925-2015) zetelde voor Vlaams Blok in het Vlaams Parlement tussen 1995 en 2004.
- Karel Van Hoorebeke zetelde in de Kamer van Volksvertegenwoordigers eerst voor Volksunie tussen 1995 en 2001 en nadien voor N-VA tussen 2001 en 2003.
- Vincent Van Peteghem zetelde voor CD&V in in de Kamer van Volksvertegenwoordigers tussen 2016 en 2019 en in het Vlaams Parlement tussen 2019 en september 2020. Werd op 1 oktober vicepremier en minister van Financiën in de regering-De Croo.

## Evenementen
- Tussen 1996 en 2015 werd elk jaar een fietstocht georganiseerd Sneukeltoer De Pinte, waaraan gemiddeld zo'n 2300 fietsers deelnamen. De opbrengst hiervan ging integraal naar de actie Kom op tegen kanker.
- Jaarlijks wordt in deelgemeente Zevergem een van de grootste muziekfestivals in Oost-Vlaanderen georganiseerd, Zeverrock.
- Sinds 2002 wordt elk jaar op het einde van de grote vakantie de Speelstraat georganiseerd door de dienst vrije tijd en de jeugdraad. Intussen een vaste waarde op de kalender waarbij de straat Polderbos verkeersvrij wordt gemaakt om alle kinderen en jongeren de kans te geven om vrij te spelen, te bewegen en zich te amuseren.

## Infrastructuur
De gemeente De Pinte wordt doorsneden door de Oudenaardsesteenweg (N60) die via de afrit 8 (Zevergem/De Pinte) een rechtstreekse aansluiting heeft met de autosnelweg A14/E17.
Het spoorwegstation van De Pinte geeft rechtstreekse verbinding met Brussel, Kortrijk, De Panne, Ronse en Gent.
Door De Pinte loopt het Central Europe Pipeline System, het oliepijpleidingstelsel van de NAVO.

## Geboren in De Pinte
- Juliaan Lampens (1926-2019), architect
- Lorenz Van de Wynkele (2001), wielrenner

## Bekende (oud-)inwoners van De Pinte/Zevergem
- Jens Baert, rockfotograaf
- Benoni Beheyt, wielrenner, wereldkampioen beroepsrenners 1963
- Luk Bral (1949-2020), Vlaamse zanger, kunstschilder en kleinkunstenaar
- Elimane Coulibaly, oud-voetballer bij o.a. KAA Gent
- Davy De Beule, voetballer van KAA Gent, KV Kortrijk en Roda JC
- Werner De Smedt, Vlaams acteur[17]
- Henri De Wolf (1936 - 2023), wielrenner, oud-winnaar Waalse Pijl
- Katrien Devos, actrice
- Evy Gruyaert (Zevergem), omroepster en presentatrice
- Jente Hauttekeete, wereldrecordhouder indoor zevenkamp U20[18]
- Lukas Lelie, Vlaams stand-upcomedian
- Jente Michels, veldrijder
- Maxime Paredis, schrijver
- Gabriel Ríos, zanger
- Tine Ruysschaert, actrice
- Frederik Sioen (Zevergem), singer-songwriter
- Paul Van Cauwenberge, oud-rector Universiteit Gent
- Ewoud Vromant, weg- en baanwielrenner in het para-cycling
- Wouter Weylandt (1984-2011), wielrenner
- Bobby Setter, muzikant, orkestleider

## Partnersteden
- Freiamt (Duitsland)

## Nabijgelegen kernen
Zevergem, Zwijnaarde, Sint-Denijs-Westrem, Sint-Martens-Latem, Eke, Nazareth.